# Чернявская, Ольга Михайловна
О́льга Миха́йловна Черня́вская (в девичестве — Бу́рова; род. 17 сентября 1963, Ирбит, Свердловская область) — советская и российская легкоатлетка, чемпионка мира в метании диска. Заслуженный мастер спорта России.

## Карьера
Лёгкой атлетикой начала заниматься в 5-м классе в ДЮСШ под руководством Сергея Степановича Хохлова. После того, как Ольга стала показывать неплохие результаты её пригласили продолжить обучение в свердловской школе-интернате спортивного профиля. Она тренировалась в группе у Павла Васильевича Малкова. В 1983 году выполнила норматив мастера спорта, а в 1989 стала мастером спорта международного класса под руководством Геннадия Фёдоровича Нефёдова. К тому времени Бурова уже тренировалась в Волгограде.
На чемпионате Европы 1990 года Ольга завоевала серебряную медаль, а на Олимпиаде в Барселоне она стала пятой. В следующем году на чемпионате мира Чернявская выиграла золотую медаль. Она опередила соперниц почти на 2 метра. На чемпионате Европы в 1994 году Ольга заняла 5-е место. Через год на мировом первенстве ей удалось взять бронзовую медаль. На Олимпийских играх в 1996 и 2004 годах Ольга не смогла занять призовые места. В Атланте она стала 6-й, а в Афинах не смогла пройти даже в финал.

## Личная жизнь
Окончила Ставропольский государственный университет. В настоящее время[уточнить] живёт в Ставрополе. С 1992 года замужем за Сергеем Чернявским, с которым познакомилась в 1978 году на сборах в Кисловодске. Чернявский являлся также её тренером, у них есть дочь.